# Qualificazioni al campionato mondiale di calcio 2018 - AFC - seconda fase - girone B
Questa voce raccoglie i risultati delle partite del girone B valido come secondo turno di qualificazione al Campionato mondiale di calcio 2018 per la zona di competenza dell'AFC.
| Squadra      | P.ti | G | V | P | S | RF | RS | DR  |
| ------------ | ---- | - | - | - | - | -- | -- | --- |
| Australia    | 21   | 8 | 7 | 0 | 1 | 29 | 4  | +25 |
| Giordania    | 16   | 8 | 5 | 1 | 2 | 21 | 7  | +14 |
| Kirghizistan | 14   | 8 | 4 | 2 | 2 | 10 | 8  | +2  |
| Tagikistan   | 5    | 8 | 1 | 2 | 5 | 9  | 20 | -11 |
| Bangladesh   | 1    | 8 | 0 | 1 | 7 | 2  | 32 | -30 |

| Squadra      | Australia (bandiera) | Giordania (bandiera) | Tagikistan (bandiera) | Kirghizistan (bandiera) | Bangladesh (bandiera) |
| ------------ | -------------------- | -------------------- | --------------------- | ----------------------- | --------------------- |
| Australia    | —                    | 5 – 1                | 7 – 0                 | 3 – 0                   | 5 – 0                 |
| Giordania    | 2 – 0                | —                    | 3 – 0                 | 0 – 0                   | 8 – 0                 |
| Tagikistan   | 0 – 3                | 1 – 3                | —                     | 0 – 1                   | 5 – 0                 |
| Kirghizistan | 1 – 2                | 1 – 0                | 2 – 2                 | —                       | 2 – 0                 |
| Bangladesh   | 0 – 4                | 0 – 4                | 1 – 1                 | 1 – 3                   | —                     |

## Risultati

### 1ª giornata
| Arbitro: | Sukhbir Singh |

|                  |           |                                           |
| Kičin 32’ (aut.) | Marcatori | 8’, 41’ Zemlyanukhin 29’ (rig.) Bernhardt |

| Arbitro: | Mohsen Torky |

|              |           |                     |
| Džalilov 66’ | Marcatori | 29’, 63’ 88’ Hassan |

### 2ª giornata
| Arbitro: | Lee Min-Hu |

|            |           |                |
| Biswas 50’ | Marcatori | 89’ Fatkhuloev |

| Arbitro: | Khamis Al Marri |

|                |           |                    |
| Baimatov 90+2’ | Marcatori | 2’ Jedinak 66’ Oar |

### 3ª giornata
| Arbitro: | Minh Tri Vo |

|                                                         |           |  |
| Leckie 6’ Rogić 6’ Barman 20’ (aut.) Burns 29’ Mooy 61’ | Marcatori |  |

| Irbid 3 settembre 2015, ore 20:00 UTC+3 | Giordania      | 0 – 0 referto | Kirghizistan | Al-Hassan Stadium (5 012 spett.)\| Arbitro: \| Mohamad Yaacob \| |
| Arbitro:                                | Mohamad Yaacob |               |              |                                                                  |

### 4ª giornata
| Arbitro: | Yu Ming-Hsun |

|  |           |                                          |
|  | Marcatori | 14’ (rig.) Deeb 33’ Amarah 59’ Al-Bakhit |

| Arbitro: | Jameel Abdulhusin |

|  |           |                                |
|  | Marcatori | 57’ Milligan 73’, 90+1’ Cahill |

### 5ª giornata
| Arbitro: | Mooud Bonyadifard |

|                                         |           |                                 |
| Duyšobekov 7’ Zemlyanukhin 90+4’ (rig.) | Marcatori | 56’ Dzhalilov 71’ (rig.) Vasiev |

| Arbitro: | Masaaki Toma |

|                                        |           |  |
| Abdel-Fattah 47’ (rig.) Al-Dardour 84’ | Marcatori |  |

### 6ª giornata
| Arbitro: | Jameel Abdulhusin |

|                     |           |  |
| Luks 27’ Amirov 89’ | Marcatori |  |

| Arbitro: | Abdullah Al Hilal |

|                                        |           |  |
| Al-Dardour 65’, 90+4’ Abdel-Fattah 67’ | Marcatori |  |

### 7ª giornata
| Arbitro: | Kim Sang-woo |

|                                                 |           |  |
| Jedinak 40’ (rig.) Cahill 50’ Amirov 69’ (aut.) | Marcatori |  |

| Arbitro: | Ali Sabah Adday Al-Qaysi |

|                                                   |           |  |
| M. Džalilov 16’, 26’, 59’, 74’ Nazarov 51’ (rig.) | Marcatori |  |

### 8ª giornata
| Arbitro: | Wang Di |

|  |           |                                 |
|  | Marcatori | 6’, 32’, 37’ Cahill 43’ Jedinak |

| Arbitro: | Çarymyrat Kurbanow |

|                  |           |  |
| Zemlyanukhin 48’ | Marcatori |  |

### 9ª giornata
| Arbitro: | Muhammad Taqi Aljaafari Bin Jahari |

| |           |  |
| Al-Dardour 7’, 23’, 40’ Deeb 29’ (rig.) Al-Rawashdeh 32’ Faisal 63’ Al-Naber 82’ Samir 90+2’ (rig.) | Marcatori |  |

| Arbitro: | Fahad Al-Marri |

|                                                                                |           |  |
| Luongo 2’ Jedinak 13’ (rig.) Milligan 57’ (rig.) Burns 67’, 87’ Rogic 70’, 72’ | Marcatori |  |

### 10ª giornata
| Arbitro: | Aziz Asimov |

|  |           |         |
|  | Marcatori | 18’ Lux |

| Arbitro: | Kim Jong-Hyeok |

|                                               |           |          |
| Cahill 24’, 44’ Mooy 39’ Rogic 53’ Luongo 69’ | Marcatori | 90’ Deeb |